# Letalonosilke razreda Yorktown
Razred letalonosilk Yorktown je bil razred ameriških letalonosilk, sestavljen iz treh ladij, ki so jih ZDA izdelale tik pred drugo svetovno vojno. Med vojno so vse tri letalonosilke igrale ključno vlogo, edina pa jo je preživela USS Enterprise (CV-6), ki je do danes ladja z največ odlikovanji v zgodovini Vojne mornarice ZDA.

## Razvoj
Izkušnje ZDA so pokazale, da so iz bojnih križark predelane letalonosilke razreda lexington bolj operativno uporabne in, da imajo večjo možnost preživetja kot manjše, namensko izdelane letalonosilke. Po teh dognanjih je Vojna mornarica Združenih držav Amerike začela izdelovati dve novi letalonosilki, USS Yorktown (CV-5) in USS Enterprise (CV-6). Prva je bila predana v uporabo leta 1937, druga pa leta 1938. Novi ladji sta bili hitri in večnamenski letalonosilki, ki sta imeli na svoji palubi in hangarjih prostora za več kot 80 letal, kar je bilo skoraj enako večjim letalonosilkam razreda Lexington.
Z izdelavo manjše kopije obeh letalonosilk, 14.700-tonske USS Wasp (CV-7), so ZDA dosegle kvoto 135.000 ton, ki jo je določal Washingtonski pomorski sporazum. Po tem sporazumu je bila ta številka najvišja možna tonaža letalonosilk ene države. Sporazum je propadel leta 1937, kar je ZDA omogočilo, da so začele graditi dodatne letalonosilke. Prva naslednja tovrstna vojna ladja je bila USS Hornet (CV-8), še ena letalonosilka razreda Yorktown. V uporabo je bila predana leta 1941, tik pred japonskim napadom na Pearl Harbor. Kasneje so s posodobitvijo razreda Yorktown ZDA začele razvijati nov razred letalonosilk, razred letalonosilk essex.
Zanimivo in nenavadno pri letalonosilkah razreda Yorktown je bila namestitev katapulta v hangarskih prostorih. Kasneje se je izkazalo, da je to povsem nepotrebno. Z Enterpisa in Horneta je bil katapult odstranjen junija 1942, kasneje pa ga v kasnejše razrede niso več nameščali.
Vse tri letalonosilke razreda Yorktown so bile izdelane v Newport News Shipbuilding Company, Newport News, Virginija.

## Letalonosilke v razredu
| Ime        | Številka | Začetek gradnje    | Splovitev (častni gost)                         | Predana v uporabo (Prvi poveljnik (CO))       | Usoda                                                                                   |
| ---------- | -------- | ------------------ | ----------------------------------------------- | --------------------------------------------- | --------------------------------------------------------------------------------------- |
| Yorktown   | CV-5     | 21. maj 1934       | 4. april 1936 (Eleanor Roosevelt)               | 30. september 1937 (Kapitan Ernest McWhorter) | Potopljena v bitki pri Midwayu, 5. junija 1942                                          |
| Enterprise | CV-6     | 16. julij 1934     | 3. oktober 1936 (Elizabeth Deane Lyons Swanson) | 12. maj 1938 (kapitan N. H. White, Jr.)       | Prodana kot staro železo 1. julija 1958 podjetju Lipsett, Inc. za 1.561.333 takratnih $ |
| Hornet     | CV-8     | 25. september 1939 | 14. december 1940 (Annie Reed Knox)             | 20. oktober 1941 (kapitan Marc Mitscher)      | Potopljena v Bitka za otočje Santa Cruz 26. oktobra 1942                                |

## Operativna zgodovina
Yorktown in Hornet sta bili potopljeni v letu 1942. Yorktown je bila izgubljena med bitki pri Midwayu junija tega leta, Hornet pa v bitki za otočje Santa Cruz. Tako je ostala edina operativna letalonosilka razreda yorktown Enterprise, ki je bila hkrati edina ameriška letalonosilka v južnem Pacifiku. Do konca vojne je sodelovala v več večjih akcijah proti Japonski kot katerakoli druga ameriška vojna ladja, do konca vojne pa je prejela 20 bojnih zvezd, kar je največje število podeljenih odlikovanj za katerokoli ameriško vojno ladjo med drugo svetovno vojno. Bila je tudi edina vojna ladja, izven inventarja britanske Kraljeve vojne mornarice, ki je prejela najvišje pomorsko odlikovanje (British Admiralty Pennant) v več kot 400 letih od ustanovitve.
Do konca vojne so Enterprise večkrat posodobili. Na koncu je imela izpodriv 32.060 ton, končna oborožitev pa je obsegala 8 enocevnih 5-inčnih večnamenskih topov , 16 dvojnih protiletalskih topov Oerlikon ter 11 četvernih protiletalskih topov Bofors. Kasneje se je izkazalo, da so letalonosilke razreda Yorktown izredno ranljive za torpedne napade (s torpedi sta bili potopljeni Yorktown in Hornet). Med popravili Enterprise-a v dokih v Bremertonu, Washington (od julija do oktobra 1943) so letalonosilko prilagodili in ji dodali protitorpedno »grbo«, ki je bistveno doprinesla k zaščiti pred torpednimi napadi.
Enterprise so upokojili 14. maja 1945, ko se je v območje prednjega dvigala zaletel pilot kamikaze, poročnik Shunsuke Tomiyasu. Ladja je bila sicer še vedno v popravilu, ko je bilo podpisano premirje, kasneje pa so Enterprise uporabili v Operaciji Čarobna preproga. Njena naloga je bila prevoz več kotr 10.000 ameriških vojakov iz Evrope v ZDA. Dokončno so jo upokojili leta 1959, po tem, ko so jo dlje časa poskušali ohraniti kot muzej oz. spomenik. Prodana je bila kot staro železo in razrezana leta 1960 v Kearnyu.